# Médersa Ince Minareli
La Médersa Ince Minareli (en Turc : İnce Minareli Medrese) est une médersa du XIIIe 
siècle située à Konya en Turquie, qui abrite aujourd'hui le Musée de la sculpture sur pierre et bois (Taş ve Ahşap Eserler Müzesi).

## Histoire
La médersa fut érigée de 1258 à 1279 par le Grand vizir Sahip Ata du Sultanat de Roum, fondateur du beylicat des 
Sâhipataoğullari en 1265. Le minaret était originellement plus haut, et possédait une apparence 
exceptionnellement mince en comparaison de celle présente dans les autres mosquées seldjoukides, elle est à l'origine du nom du bâtiment.
L'édifice comporte une haute façade ornementée, avec des bas-reliefs représentant des motifs géométriques, entrelacés en rubans verticaux. L'entrée est surmontée par une bande finement sculptée en style calligraphique Thuluth, relatant les sourates 36 et 110.
Le minaret fut endommagé par la foudre en 1901, puis restauré en 1956.
Le bâtiment abrite désormais le Musée de la sculpture sur pierre et bois consacré aux pièces des périodes Seldjoukide et ottomane.

## Galerie

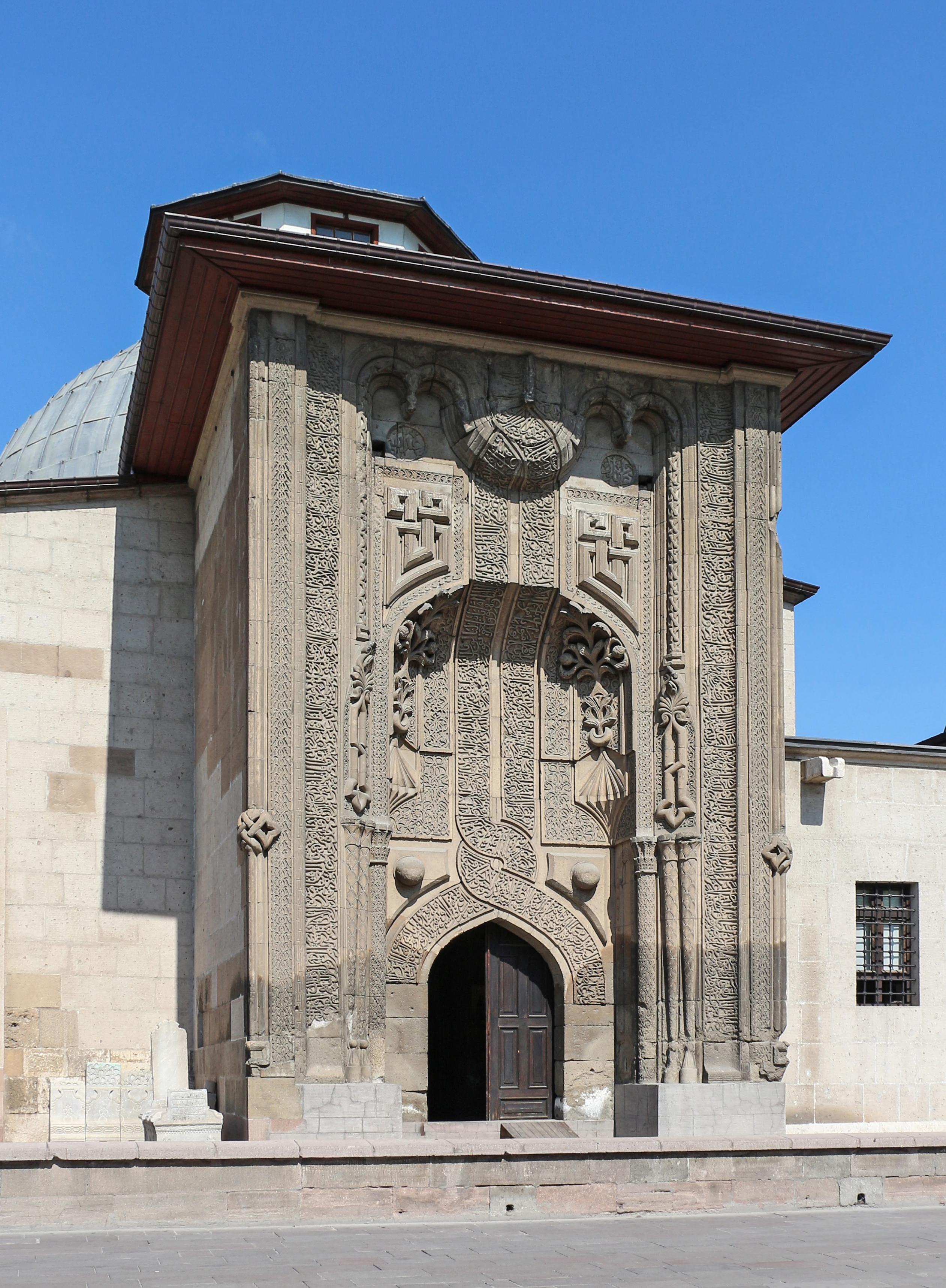
Façade principale
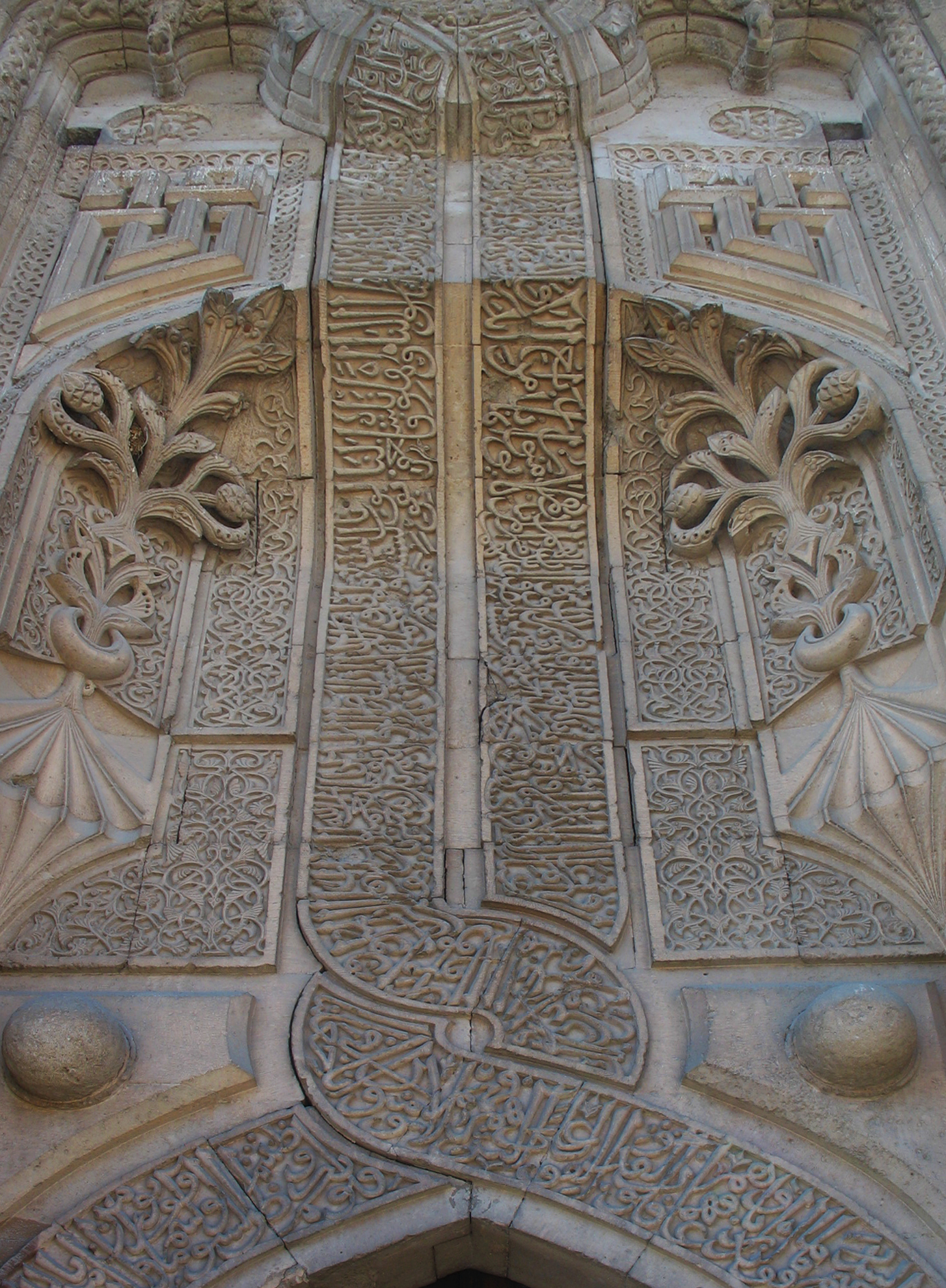
Détail de l'entrée
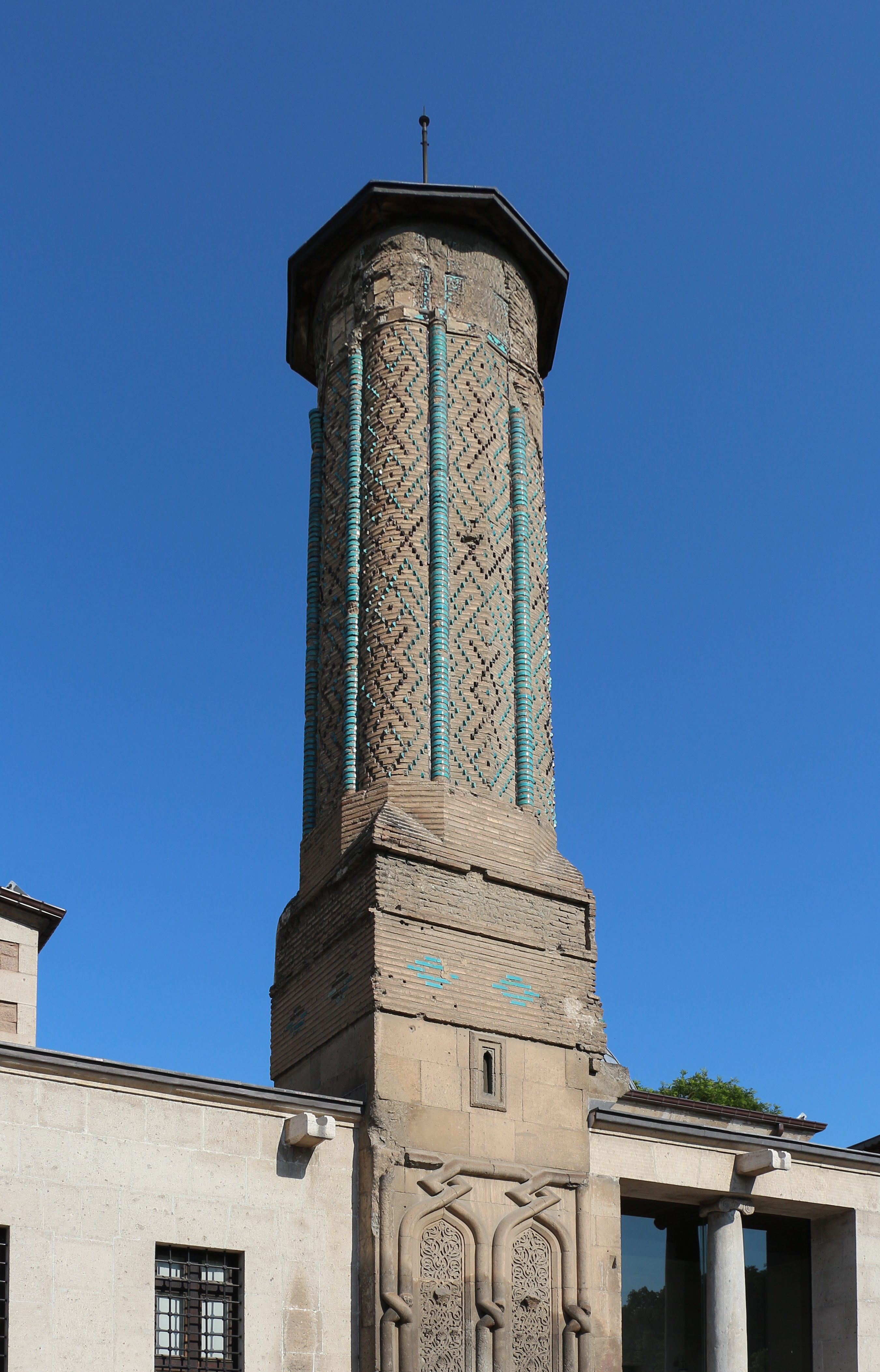
Minaret

## Sources
- (en) Cet article est partiellement ou en totalité issu de l’article de Wikipédia en anglais intitulé « Ince Minaret Medrese » (voir la liste des auteurs).

1. ↑  (en) Annemarie Schimmel, Rumi's world : the life and work of the great Sufi poet, Boston : Shambhala, 2001 (ISBN 978-0-87773-611-0, lire en ligne), p. 6